# Betschwanden
Betschwanden fue hasta el 31 de diciembre de 2010 una comuna suiza del cantón de Glaris.

## Geografía
Betschwanden se encuentra situada al sur del cantón, en el valle del río Linth. La antigua comuna limitaba al norte con la comuna de Luchsingen, al este con Elm, al sur con Linthal y Rüti, y al oeste con Braunwald.

## Historia
En 1240, la localidad fue mencionada por primera vez por el nombre Beswando. Desde el 1 de enero de 2011 es una localidad de la nueva comuna de Glaris Sur al igual que las antiguas comunas de Braunwald, Elm, Engi, Haslen, Linthal, Luchsingen, Matt, Mitlödi, Rüti, Schwanden, Schwändi y Sool.

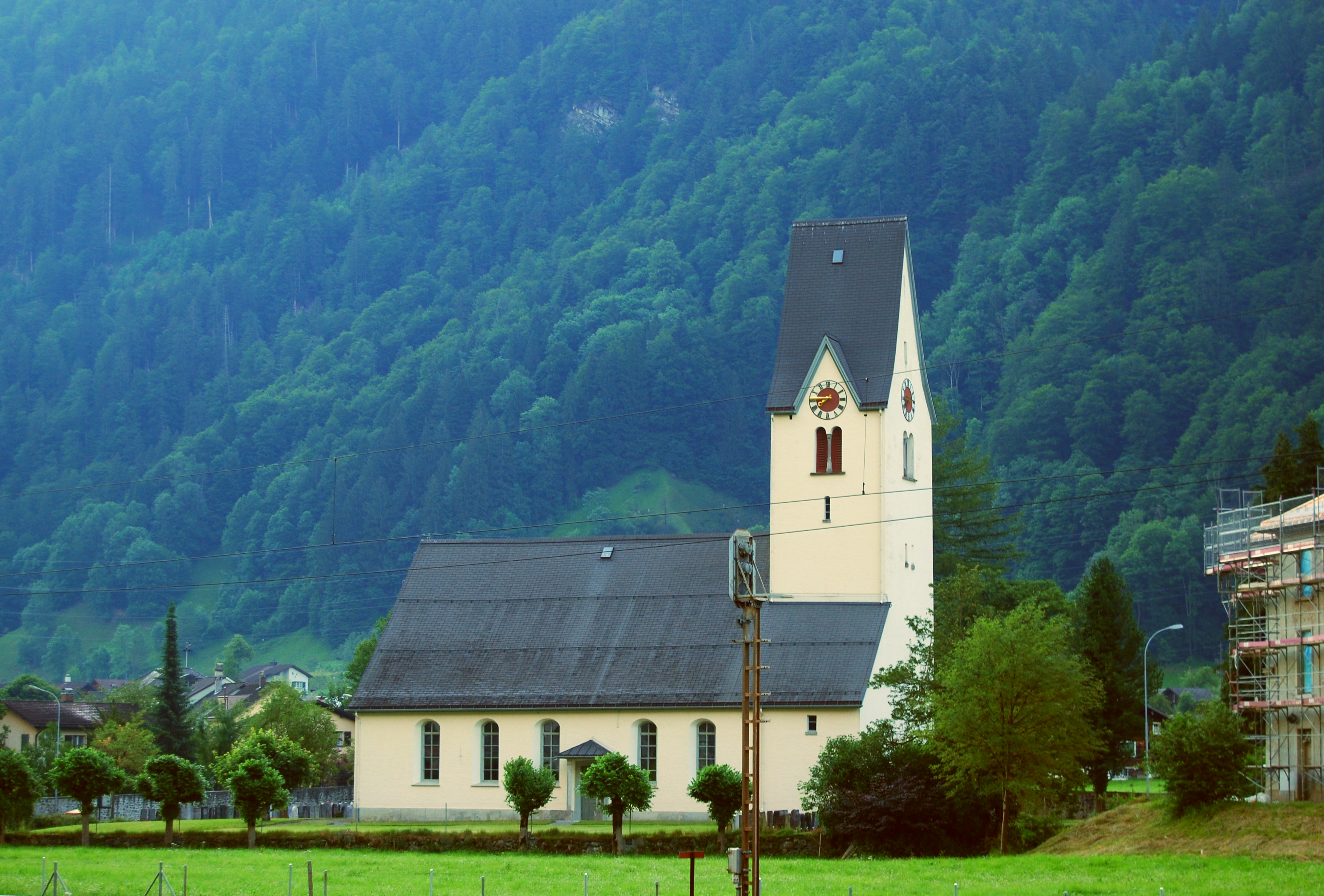
Iglesia de Betschwanden